# Joaquín de Bélgica
Joaquín de Bélgica (Joachim Karl-Maria Nikolaus Isabelle Marcus d'Aviano, Bruselas, 9 de diciembre de 1991) es el tercer hijo y último varón de Lorenzo de Austria-Este y la princesa Astrid de Bélgica. Tiene el título de príncipe de Bélgica y el título protocolario de archiduque de Austria-Este, aunque los Habsburgo no reinen en Austria, la corte belga le reconoce oficialmente los títulos históricos de la familia de su padre.

## Vida

### Familia
El príncipe Joaquín nació el 9 de diciembre de 1991 en las Clínicas Universitarias Saint-Luc en Woluwe-Saint-Lambert, Bélgica, y es actualmente décimo en la línea de sucesión al trono belga. Es el primer miembro de una línea femenina de la Familia real belga y ser nombrado al nacer Príncipe de Bégica, con derechos de sucesión al trono. Su hermano mayor y su hermana también fueron nombrados Príncipe y Princesa de Bélgica en diciembre de 1991, varios años después de su nacimiento.

### Educación
Estudió en el Malvern College en Worcestershire, Inglaterra, en 2010.
Se alistó en entrenamiento militar de forma voluntaria en un curso de entrenamiento en el Centro de Entrenamiento Básico en Arlon, Bélgica, el 16 de noviembre de 2010. El 29 de julio de 2011 también terminó su educación en la Escuela Náutica en Brujas convirtiéndose en oficial de la Armada Belga.
Estudió también un Grado en Economía Internacional, Gestión y Finanzas desde septiembre de 2011 en la Universidad Bocconi en Milán.

## Contagio de coronavirus
El 24 de mayo de 2020, el príncipe Joaquín viajó a Córdoba (España) con un contrato laboral y siguiendo las normativas. Tras haber sido falsamente acusado por acudir a una celebración junto con 26 personas más, entre ellas su novia, Victoria Ortiz Martínez-Sagrera, la Guardia Civil esclareció los hechos, desmitiéndolos, pues no hubo ninguna fiesta y mucho menos una reunión mayor de 15 personas (el máximo permitido en ese momento). Este traslado, producido en el contexto de la pandemia de COVID-19, saltó a la luz pública por la polémica suscitada al realizar la mencionada fiesta al margen de la ley, pues no cumplía con los estrictos requisitos impuestos por la cuarentena en ese momento en el país. Días después y tras haberse realizado la prueba al mostrar varios síntomas, la propia Casa Real belga anunció oficialmente que el príncipe había dado positivo por infección de esta enfermedad.

## Títulos y tratamientos
| ● 9 de diciembre de 1991-presente: | Su alteza real el príncipe Joaquín de Bélgica |

Títulos meramente protocolarios (por la abolición de la nobleza austríaca y de los antiguos derechos imperiales):
| ● 9 de diciembre de 1991-7 de febrero de 1996: | Su alteza imperial y real el príncipe Joaquín de Bélgica, archiduque de Austria-Este, príncipe imperial de Austria, príncipe real de Hungría y Bohemia                     |
| ● 7 de febrero de 1996-presente:               | Su alteza imperial y real el príncipe Joaquín de Bélgica, archiduque de Austria-Este, príncipe imperial de Austria, príncipe real de Hungría y Bohemia, príncipe de Módena |

## Rangos militares
- 29 de julio de 2011 –  26 de diciembre de 2011:
  - Armada Belga, Suboficial mayor 2ª clase (Premier Maître-chef / Eerste Meester Chef)
- 26 de diciembre del 2011  –  ... (con juramento de bandera el 5 de marzo de 2012):
  - Armada Belga, Alférez 2ª Clase (Enseigne 2e Cl. / Vaandrig-ter-Zee 2e Kl.)[9]

|                     |                  |
| Julio 2011          | Diciembre 2011   |
| Primer Jefe Maestro | Alférez 2ª Clase |

## Ancestros
|  |                                                              |  |  |  |  |  |  |  |  |  |  |  |  |  |  |  |
|  | 16. Archiduque Otón de Austria                               |  |  |  |  |  |  |  |  |  |  |  |  |  |  |  |
|  |                                                              |  |  |  |  |  |  |  |  |  |  |  |  |  |  |  |
|  |                                                              |  |  |  |  |  |  |  |  |  |  |  |  |  |  |  |
|  | 8. Carlos I de Austria y IV de Hungría                       |  |  |  |  |  |  |  |  |  |  |  |  |  |  |  |
|  |                                                              |  |  |  |  |  |  |  |  |  |  |  |  |  |  |  |
|  |                                                              |  |  |  |  |  |  |  |  |  |  |  |  |  |  |  |
|  | 17. Princesa María Josefa de Sajonia                         |  |  |  |  |  |  |  |  |  |  |  |  |  |  |  |
|  |                                                              |  |  |  |  |  |  |  |  |  |  |  |  |  |  |  |
|  |                                                              |  |  |  |  |  |  |  |  |  |  |  |  |  |  |  |
|  | 4. Roberto, archiduque de Austria-Este                       |  |  |  |  |  |  |  |  |  |  |  |  |  |  |  |
|  |                                                              |  |  |  |  |  |  |  |  |  |  |  |  |  |  |  |
|  |                                                              |  |  |  |  |  |  |  |  |  |  |  |  |  |  |  |
|  | 18. Roberto I, duque de Parma                                |  |  |  |  |  |  |  |  |  |  |  |  |  |  |  |
|  |                                                              |  |  |  |  |  |  |  |  |  |  |  |  |  |  |  |
|  |                                                              |  |  |  |  |  |  |  |  |  |  |  |  |  |  |  |
|  | 9. Princesa Zita de Borbón-Parma                             |  |  |  |  |  |  |  |  |  |  |  |  |  |  |  |
|  |                                                              |  |  |  |  |  |  |  |  |  |  |  |  |  |  |  |
|  |                                                              |  |  |  |  |  |  |  |  |  |  |  |  |  |  |  |
|  | 19. Infanta María Antonia de Portugal                        |  |  |  |  |  |  |  |  |  |  |  |  |  |  |  |
|  |                                                              |  |  |  |  |  |  |  |  |  |  |  |  |  |  |  |
|  |                                                              |  |  |  |  |  |  |  |  |  |  |  |  |  |  |  |
|  | 2. Lorenzo, archiduque de Austria-Este                       |  |  |  |  |  |  |  |  |  |  |  |  |  |  |  |
|  |                                                              |  |  |  |  |  |  |  |  |  |  |  |  |  |  |  |
|  |                                                              |  |  |  |  |  |  |  |  |  |  |  |  |  |  |  |
|  | 20. Príncipe Manuel Filiberto, II duque de Aosta             |  |  |  |  |  |  |  |  |  |  |  |  |  |  |  |
|  |                                                              |  |  |  |  |  |  |  |  |  |  |  |  |  |  |  |
|  |                                                              |  |  |  |  |  |  |  |  |  |  |  |  |  |  |  |
|  | 10. Príncipe Amadeo, III duque de Aosta                      |  |  |  |  |  |  |  |  |  |  |  |  |  |  |  |
|  |                                                              |  |  |  |  |  |  |  |  |  |  |  |  |  |  |  |
|  |                                                              |  |  |  |  |  |  |  |  |  |  |  |  |  |  |  |
|  | 21. Princesa Elena de Orleans                                |  |  |  |  |  |  |  |  |  |  |  |  |  |  |  |
|  |                                                              |  |  |  |  |  |  |  |  |  |  |  |  |  |  |  |
|  |                                                              |  |  |  |  |  |  |  |  |  |  |  |  |  |  |  |
|  | 5. Princesa Margarita de Saboya-Aosta                        |  |  |  |  |  |  |  |  |  |  |  |  |  |  |  |
|  |                                                              |  |  |  |  |  |  |  |  |  |  |  |  |  |  |  |
|  |                                                              |  |  |  |  |  |  |  |  |  |  |  |  |  |  |  |
|  | 22. Juan de Orleans, Príncipe de Francia, duque de Guisa     |  |  |  |  |  |  |  |  |  |  |  |  |  |  |  |
|  |                                                              |  |  |  |  |  |  |  |  |  |  |  |  |  |  |  |
|  |                                                              |  |  |  |  |  |  |  |  |  |  |  |  |  |  |  |
|  | 11. Princesa Ana de Orleans                                  |  |  |  |  |  |  |  |  |  |  |  |  |  |  |  |
|  |                                                              |  |  |  |  |  |  |  |  |  |  |  |  |  |  |  |
|  |                                                              |  |  |  |  |  |  |  |  |  |  |  |  |  |  |  |
|  | 23. Princesa Isabel de Orleans                               |  |  |  |  |  |  |  |  |  |  |  |  |  |  |  |
|  |                                                              |  |  |  |  |  |  |  |  |  |  |  |  |  |  |  |
|  |                                                              |  |  |  |  |  |  |  |  |  |  |  |  |  |  |  |
|  | 1. Príncipe Joaquín de Bélgica, archiduque de Austria-Este   |  |  |  |  |  |  |  |  |  |  |  |  |  |  |  |
|  |                                                              |  |  |  |  |  |  |  |  |  |  |  |  |  |  |  |
|  |                                                              |  |  |  |  |  |  |  |  |  |  |  |  |  |  |  |
|  | 24. Alberto I de Bélgica                                     |  |  |  |  |  |  |  |  |  |  |  |  |  |  |  |
|  |                                                              |  |  |  |  |  |  |  |  |  |  |  |  |  |  |  |
|  |                                                              |  |  |  |  |  |  |  |  |  |  |  |  |  |  |  |
|  | 12. Leopoldo III de Bélgica                                  |  |  |  |  |  |  |  |  |  |  |  |  |  |  |  |
|  |                                                              |  |  |  |  |  |  |  |  |  |  |  |  |  |  |  |
|  |                                                              |  |  |  |  |  |  |  |  |  |  |  |  |  |  |  |
|  | 25. Duquesa Isabel en Baviera                                |  |  |  |  |  |  |  |  |  |  |  |  |  |  |  |
|  |                                                              |  |  |  |  |  |  |  |  |  |  |  |  |  |  |  |
|  |                                                              |  |  |  |  |  |  |  |  |  |  |  |  |  |  |  |
|  | 6. Alberto II de Bélgica                                     |  |  |  |  |  |  |  |  |  |  |  |  |  |  |  |
|  |                                                              |  |  |  |  |  |  |  |  |  |  |  |  |  |  |  |
|  |                                                              |  |  |  |  |  |  |  |  |  |  |  |  |  |  |  |
|  | 26. Príncipe Carlos, duque de Västergötland                  |  |  |  |  |  |  |  |  |  |  |  |  |  |  |  |
|  |                                                              |  |  |  |  |  |  |  |  |  |  |  |  |  |  |  |
|  |                                                              |  |  |  |  |  |  |  |  |  |  |  |  |  |  |  |
|  | 13. Princesa Astrid de Suecia                                |  |  |  |  |  |  |  |  |  |  |  |  |  |  |  |
|  |                                                              |  |  |  |  |  |  |  |  |  |  |  |  |  |  |  |
|  |                                                              |  |  |  |  |  |  |  |  |  |  |  |  |  |  |  |
|  | 27. Princesa Ingeborg de Dinamarca                           |  |  |  |  |  |  |  |  |  |  |  |  |  |  |  |
|  |                                                              |  |  |  |  |  |  |  |  |  |  |  |  |  |  |  |
|  |                                                              |  |  |  |  |  |  |  |  |  |  |  |  |  |  |  |
|  | 3. Princesa Astrid de Bélgica                                |  |  |  |  |  |  |  |  |  |  |  |  |  |  |  |
|  |                                                              |  |  |  |  |  |  |  |  |  |  |  |  |  |  |  |
|  |                                                              |  |  |  |  |  |  |  |  |  |  |  |  |  |  |  |
|  | 28. Beniamino Ruffo di Calabria, V duque de Guardia Lombarda |  |  |  |  |  |  |  |  |  |  |  |  |  |  |  |
|  |                                                              |  |  |  |  |  |  |  |  |  |  |  |  |  |  |  |
|  |                                                              |  |  |  |  |  |  |  |  |  |  |  |  |  |  |  |
|  | 14. Fulco Ruffo di Calabria, VI duque de Guardia Lombarda    |  |  |  |  |  |  |  |  |  |  |  |  |  |  |  |
|  |                                                              |  |  |  |  |  |  |  |  |  |  |  |  |  |  |  |
|  |                                                              |  |  |  |  |  |  |  |  |  |  |  |  |  |  |  |
|  | 29. Laure Mosselman du Chenoy                                |  |  |  |  |  |  |  |  |  |  |  |  |  |  |  |
|  |                                                              |  |  |  |  |  |  |  |  |  |  |  |  |  |  |  |
|  |                                                              |  |  |  |  |  |  |  |  |  |  |  |  |  |  |  |
|  | 7. Donna Paola Ruffo di Calabria                             |  |  |  |  |  |  |  |  |  |  |  |  |  |  |  |
|  |                                                              |  |  |  |  |  |  |  |  |  |  |  |  |  |  |  |
|  |                                                              |  |  |  |  |  |  |  |  |  |  |  |  |  |  |  |
|  | 30. Augusto Gazelli, Conde di Rossana e di San Sebastiano    |  |  |  |  |  |  |  |  |  |  |  |  |  |  |  |
|  |                                                              |  |  |  |  |  |  |  |  |  |  |  |  |  |  |  |
|  |                                                              |  |  |  |  |  |  |  |  |  |  |  |  |  |  |  |
|  | 15. Luisa Gazelli di Rossana e di San Sebastiano             |  |  |  |  |  |  |  |  |  |  |  |  |  |  |  |
|  |                                                              |  |  |  |  |  |  |  |  |  |  |  |  |  |  |  |
|  |                                                              |  |  |  |  |  |  |  |  |  |  |  |  |  |  |  |
|  | 31. Condesa Maria Cristina Rignon                            |  |  |  |  |  |  |  |  |  |  |  |  |  |  |  |
|  |                                                              |  |  |  |  |  |  |  |  |  |  |  |  |  |  |  |
|  |                                                              |  |  |  |  |  |  |  |  |  |  |  |  |  |  |  |

| Predecesora: María Laura de Austria-Este | Línea de sucesión al trono de Bélgica 10° | Sucesora: Luisa María de Austria-Este |